# Jonathan Manuel Roman
Jonathan Román (Fresnillo, México en 1984) es un jugador mexicano de baloncesto. Reclutado en 1999 por el entrenador Javier Ceniceros comenzó su carrera en la Universidad Popular Autónoma del Estado de Puebla UPAEP, los dos primeros años de su carrera formó parte del equipo Juvenil de esta universidad consiguiendo en el año 2000 un subcampeonato nacional de la CONADEIP en la categoría Juvenil "C" y formar parte del cuadro ideal de este torneo. 
En el 2001 ingreso a la Universidad y formó parte del primer equipo de esta institución con el que consiguió cinco campeonatos nacionales; entre los que destacan tres de la CONADEIP 2001, 2005 y 2006; uno de la Copa universitaria Telcel 2004 y uno de Primera Fuerza en el 2004; en el año del 2006 se gradúa de la UPAEP de la carrera en Ing. Mecatrónica, para en el 2007 ser reclutado por el ITESM campus Toluca y participar durante el 2007 y 2008 en el torneo de la [Comisión Nacional Deportiva Estudiantil de Instituciones Privadas|[CONADEIP]], para el 2009 se graduó de esta institución con el grado de Maestría en Ingeniería automotriz.                                            Actualmente se encuentra retirado del Baloncesto y radica en los Estados Unidos.

## Clubes
- Águilas UPAEP  México: 1999-2006
- Borregos ITESM Toluca  México: 2007-2009

- Datos: Q5934023